# Haali Media Splitter
Haali Media Splitter es un filtro DirectShow que permite reproducir diversos formatos contenedores. Fue creado por Mike "Haali" Matsnev.

## Introducción
Fue inicialmente creado para el formato Matroska pero luego fue extendido y mejorado para soportar otros formatos. Soporta casi todos los elementos de Matroska y es considerado el mejor filtro y el más actualizado para reproducir archivos Matroska (*.mkv; *.mka) en cualquier reproductor basado en DirectShow entre los que se encuentra Windows Media Player, The Core Media Player, Media Player Classic, K-Multimedia Player y Zoom Player.
Formatos soportados:
- MKV / MKA
- AVI
- MP4
- OGG / OGM
- MPEG-TS

Haali Media Splitter es un "separador" de audio/video, por lo que es necesario tener los correspondientes códecs instalados.
Al soportar Ogg y OGM, este se puede usar en conjunto con ffdshow para reproducir Ogg Vorbis y Ogg Theora. Al poseer soporte de ficheros MP4, Haali Media Spliter puede reproducir el formato QuickTime-HD utilizando decodificadores H.264/MPEG-4 AVC y AAC como por ejemplo ffdshow, sin necesidad de instalar QuickTime.
Haali Media Splitter, además de "separar" (demux) los flujos de audio/video, también incluye un muxer para Matroska y el paquete también incluye una extensión del shell que permite ver la duración, las dimensiones y extraer una previsualización de un video en el Explorador de Windows.